# Pithecopus hypochondrialis
La rana lémur de flancos rojos (Pithecopus hypochondrialis) es una especie de anfibios de la familia Phyllomedusidae.
Habita en Argentina, Bolivia, Brasil, Colombia, Guayana Francesa, Guayana, Paraguay, Surinam y Venezuela.
Sus hábitats naturales incluyen bosques tropicales o subtropicales secos, zonas de arbustos, praderas parcialmente inundadas, marismas intermitentes de agua dulce, pastos, plantaciones, jardines rurales, áreas urbanas y zonas previamente boscosas ahora muy degradadas.